# اهالمینگ
اهالمینگ (به آلمانی: Aholming) یک شهر در آلمان است که در دگندورف واقع شده‌است.

## خصوصیات
اهالمینگ ۲۹٫۳۵ کیلومترمربع مساحت دارد ۳۲۷ متر بالاتر از سطح دریا واقع شده‌است.